# Christiane Huit
Automobiles Christiane Huit war ein französischer Hersteller von Automobilen.

## Unternehmensgeschichte
A. Andrieux gründete 1927 das Unternehmen in Rennes und begann mit der Produktion von Automobilen. Der Markenname lautete Christiane Huit. 1929 endete die Produktion.

## Fahrzeuge
Ein Modell war ein Sportwagen mit einem Achtzylinder-Reihenmotor mit OHC-Ventilsteuerung, 32 Ventilen und 1980 cm³ Hubraum. Die Höchstgeschwindigkeit der Viersitzer war mit 150 km/h angegeben. Die Fahrzeuge wurden auch bei Autorennen eingesetzt. Später folgte ein kürzerer und leichterer Zweisitzer. Pläne, ähnliche Motoren mit 2500 cm³ Hubraum und 3000 cm³ Hubraum zu entwerfen, scheiterten aus finanziellen Gründen.